# FC Augsburg
FC Augsburg este un club de fotbal din Augsburg, Germania, care evoluează în Bundesliga.
Echipa a fost fondată ca Fußball-Klub Alemannia Augsburg în 1907 și a jucat ca BC Augsburg între 1921 și 1969. Cu peste 28.000 de membri, este cel mai mare club de fotbal din Bavaria șvabă.
Clubul și-a petrecut cea mai mare parte a istoriei fluctuând între diviziile a doua și a treia, pentru ca la începutul anilor 2000, Augsburg să retrogradeze în divizia a patra unde a petrecut două sezoane. Cu toate acestea, clubul a cunoscut o creștere în urma acestui eșec și, în cele din urmă, a promovat în Bundesliga pentru prima dată în 2011, unde a rămas de atunci. Augsburg și-a consolidat statutul în Bundesliga în anii 2010, având cea mai bună clasare, locul al cincilea, în sezonul 2014-2015, care a dus la debutul european în UEFA Europa League 2015-2016 unde clubul a ajuns în optimile de finală, fiind eliminat de Liverpool cu 1–0 la general.
Din 2009, stadionul lui FC Augsburg este WWK ARENA cu o capacitate de 30.660 de locuri, situat la sud de centrul orașului Augsburg și ușor accesibil prin tramvai. Clubul, cunoscut sub numele de Fuggerstädter sau pur și simplu sub numele de FCA, primește un sprijin puternic acasă, cu o prezență medie de 28.709 în sezonul Bundesliga 2019-20 (93,6% din capacitatea stadionului). Este un stadion cu un singur nivel, cu o peluză fără scaune în spatele uneia dintre porți, cunoscută sub numele de Ulrich-Biesinger-Tribüne, și trei tribune cu locuri pe scaune, dar și cu o secțiune în picioare în colțul opus Ulrich-Biesinger-Tribüne pentru suporterii oaspeti.
Augsburg menține rivalități locale acerbe cu Ingolstadt și TSV 1860 München. Meciurile dintre aceste cluburi atrag de obicei mulți spectatori, iar un meci din 1973 la 1860 München a stabilit recordul de spectatori al tuturor timpurilor pentru Stadionul Olimpic. FCA are tribune pline în mod regulat la derby-ul local bavarez împotriva lui Bayern München.
Culorile clubului sunt roșu, verde și alb, care pot fi găsite pe echipamentele clubului, în timp ce sigla clubului arată nuca de pin, care a fost luată de pe stema orașului Augsburg. Facilitățile de antrenament ale clubului sunt situate lângă stadion, în timp ce un magazin al clubului se găsește lângă Augsburg Hauptbahnhof în centrul orașului.
Printre cele mai cunoscute personalități din istoria clubului sunt antrenorii Thomas Tuchel și Armin Veh precum și jucătorii Ulrich Biesinger, Karl-Heinz Riedle, Bernd Schuster și Helmut Haller.

## Lotul de jucători
La 16 august 2025
| Nr. |                           | Poziție | Jucător                      |
| --- | ------------------------- | ------- | ---------------------------- |
| 1   | Germania                  | P       | Finn Dahmen                  |
| 3   | Danemarca                 | F       | Mads Valentin                |
| 4   | Franța                    | M       | Han-Noah Massengo            |
| 5   | Franța                    | F       | Chrislain Matsima            |
| 6   | Țările de Jos             | F       | Jeffrey Gouweleeuw (căpitan) |
| 7   | Germania                  | A       | Yusuf Kabadayı               |
| 8   | Kosovo                    | M       | Elvis Rexhbeçaj              |
| 9   | Republica Democrată Congo | A       | Samuel Essende               |
| 10  | Germania                  | M       | Arne Maier                   |
| 13  | Grecia                    | F       | Dimitris Giannoulis          |
| 15  | Benin                     | A       | Steve Mounié                 |
| 16  | Elveția                   | F       | Cédric Zesiger               |
| 17  | Croația                   | M       | Kristijan Jakić              |
| 18  | Germania                  | M       | Tim Breithaupt               |
| 19  | Germania                  | M       | Robin Fellhauer              |

| Nr. |                            | Poziție | Jucător               |
| --- | -------------------------- | ------- | --------------------- |
| 20  | Franța                     | M       | Alexis Claude-Maurice |
| 21  | Germania                   | A       | Phillip Tietz         |
| 22  | Croația                    | P       | Nediljko Labrović     |
| 23  | Germania                   | F       | Maximilian Bauer      |
| 25  | Germania                   | P       | Daniel Klein          |
| 26  | Tunisia                    | A       | Elias Saad            |
| 27  | Germania                   | F       | Marius Wolf           |
| 28  | Luxemburg                  | A       | Aiman Dardari         |
| 29  | Franța                     | A       | Kyliane Dong          |
| 31  | Germania                   | F       | Keven Schlotterbeck   |
| 36  | Germania                   | M       | Mert Kömür            |
| 40  | Statele Unite ale Americii | F       | Noahkai Banks         |
| 41  | Germania                   | F       | Felix Meiser          |
| 42  | Turcia                     | M       | Mahmut Kücüksahin     |
| 43  | Austria                    | F       | Oliver Sorg           |